# Сан Хуан де лос Лагос (Сан Хуан де лос Лагос, Халиско)
Сан Хуан де лос Лагос (шп. San Juan de los Lagos) насеље је у Мексику у савезној држави Халиско у општини Сан Хуан де лос Лагос. Насеље се налази на надморској висини од 1743 м.

## Становништво
Према подацима из 2010. године у насељу је живело 48684 становника.

### Хронологија
| Година       | 2000                  | 2005                  | 2010                  |
| ------------ | --------------------- | --------------------- | --------------------- |
| Становништво | 42411 (20318 / 22093) | 43003 (20790 / 22213) | 48684 (23771 / 24913) |

### Попис
| \| \| м \| \| \| ж \| \| 0—2 \| 1.548 \| \| \| 1.558 \| \| 3—5 \| 1.594 \| \| \| 1.572 \| \| 6—11 \| 3.145 \| \| \| 2.918 \| \| 12—14 \| 1.445 \| \| \| 1.409 \| \| 15—17 \| 1.537 \| \| \| 1.461 \| \| 18—24 \| 3.236 \| \| \| 3.408 \| \| 60+ \| 1.824 \| \| \| 2.299 \| \| Просек : \| 27,4 \| \| \| 28,7 \| |       |  |  |       |
| |       |  |  |       |
| | м     |  |  | ж     |
| 0—2 | 1.548 |  |  | 1.558 |
| 3—5 | 1.594 |  |  | 1.572 |
| 6—11 | 3.145 |  |  | 2.918 |
| 12—14 | 1.445 |  |  | 1.409 |
| 15—17 | 1.537 |  |  | 1.461 |
| 18—24 | 3.236 |  |  | 3.408 |
| 60+ | 1.824 |  |  | 2.299 |
| Просек : | 27,4  |  |  | 28,7  |

| #   | Индикатор                                                                                        | Вредност |
| --- | ------------------------------------------------------------------------------------------------ | -------- |
| 1   | Становништво од 0 до 2 године                                                                    | 3106     |
| 2   | Мушко становништво од 0 до 2 године                                                              | 1548     |
| 3   | Женско становништво од 0 до 2 године                                                             | 1558     |
| 4   | Становништво са 3 и више година                                                                  | 45490    |
| 5   | Мушко становништво са 3 и више година                                                            | 22181    |
| 6   | Женско становништво са 3 и више година                                                           | 23309    |
| 7   | Становништво са 5 и више година                                                                  | 43359    |
| 8   | Мушко становништво са 5 и више година                                                            | 21093    |
| 9   | Женско становништво са 5 и више година                                                           | 22266    |
| 10  | Становништво са 12 и више година                                                                 | 36261    |
| 11  | Мушко становништво са 12 и више година                                                           | 17442    |
| 12  | Женско становништво са 12 и више година                                                          | 18819    |
| 13  | Становништво са 15 и више година                                                                 | 33407    |
| 14  | Мушко становништво са 15 и више година                                                           | 15997    |
| 15  | Женско становништво са 15 и више година                                                          | 17410    |
| 16  | Становништво са 18 и више година                                                                 | 30409    |
| 17  | Мушко становништво са 18 и више година                                                           | 14460    |
| 18  | Женско становништво са 18 и више година                                                          | 15949    |
| 19  | Становништво од 3 до 5 година                                                                    | 3166     |
| 20  | Мушко становништво од 3 до 5 година                                                              | 1594     |
| 21  | Женско становништво од 3 до 5 година                                                             | 1572     |
| 22  | Становништво од 6 до 11 година                                                                   | 6063     |
| 23  | Мушко становништво од 6 до 11 година                                                             | 3145     |
| 24  | Женско становништво од 6 до 11 година                                                            | 2918     |
| 25  | Становништво од 8 до 14 година                                                                   | 6914     |
| 26  | Мушко становништво од 8 до 14 година                                                             | 3577     |
| 27  | Женско становништво од 8 до 14 година                                                            | 3337     |
| 28  | Становништво од 12 до 14 година                                                                  | 2854     |
| 29  | Мушко становништво од 12 до 14 година                                                            | 1445     |
| 30  | Женско становништво од 12 до 14 година                                                           | 1409     |
| 31  | Становништво од 15 до 17 година                                                                  | 2998     |
| 32  | Мушко становништво од 15 до 17 година                                                            | 1537     |
| 33  | Женско становништво од 15 до 17 година                                                           | 1461     |
| 34  | Становништво од 18 до 24 године                                                                  | 6644     |
| 35  | Мушко становништво од 18 до 24 године                                                            | 3236     |
| 36  | Женско становништво од 18 до 24 године                                                           | 3408     |
| 37  | Женско становништво од 15 до 49 година                                                           | 13200    |
| 38  | Становништво са 60 и више година                                                                 | 4123     |
| 39  | Мушко становништво са 60 и више година                                                           | 1824     |
| 40  | Женско становништво са 60 и више година                                                          | 2299     |
| 41  | Однос између мушкараца и жена                                                                    | 95.42    |
| 42  | Становништво од нуле до 14 година                                                                | 15189    |
| 43  | Становништво од 15 до 64 године                                                                  | 30606    |
| 44  | Становништво од 65 година и више                                                                 | 2801     |
| 45  | Просечан број деце                                                                               | 2.55     |
| 46  | Становништво рођено у ентитету                                                                   | 44398    |
| 47  | Мушко становништво рођено у ентитету                                                             | 21559    |
| 48  | Женско становништво рођено у ентитету                                                            | 22839    |
| 49  | Становништво рођено у другом ентитету                                                            | 3418     |
| 50  | Мушко становништво рођено у другом ентитету                                                      | 1780     |
| 51  | Женско становништво рођено у другом ентитету                                                     | 1638     |
| 52  | Становништво од 5 година и више резидентно у ентитету у јуну 2005. године                        | 41452    |
| 53  | Мушко становништво старосног доба од 5 година и више, резидентно у ентитету у јуну 2005. године  | 19966    |
| 54  | Женско становништво старосног доба од 5 и више година, резидентно у ентитету у јуну 2005. године | 21486    |
| 55  | Становништво од 5 година и више које је живело у другом ентитету у јуну 2005. године             | 639      |
| 56  | Мушко становништво старије од 5 година које је живело у другом ентитету у јуну 2005. године      | 340      |
| 57  | Женско становништво старије од 5 година које је живело у другом ентитету у јуну 2005. године     | 299      |
| 58  | Становништво од 3 године и више које говори аутохтони језик                                      | 107      |
| 59  | Мушко становништво старо 3 године и више које говори аутохтони језик                             | 65       |
| 60  | Женско становништво старо 3 године и више које говори аутохтони језик                            | 42       |
| 61  | Становништво од 3 године и више које говори аутохтони језик и не говори шпански језик            | 0        |
| 62  | Мушко становништво старо 3 године и више које говори аутохтони језик и не говори шпански         | 0        |
| 63  | Женско становништво старо 3 године и више које говори аутохтони језик и не говори шпански језик  | 0        |
| 64  | Становништво старо 3 године и више које говори аутохтони језик и шпански                         | 52       |
| 65  | Мушко становништво старо 3 године и више које говори аутохтони језик и шпански                   | 34       |
| 66  | Женско становништво старо 3 године и више које говори аутохтони језик и шпански                  | 18       |
| 67  | Становништво од 5 година и више које говори аутохтони језик                                      | 105      |
| 68  | Становништво од 5 година и више које говори аутохтони језик и не говори шпански језик            | 0        |
| 69  | Становништво од 5 година и више које говори аутохтони језик и говори шпански језик               | 52       |
| 70  | Становништво у домородачким домаћинствима                                                        | 181      |
| 71  | Становништво са ограничењима у активностима                                                      | 2535     |
| 72  | Становништво са ограниченим ходањем или кретањем, горе или доле                                  | 1547     |
| 73  | Становници са ограничењима вида, чак и уз кориштење сочива                                       | 494      |
| 74  | Становништво са ограничењима говора, комуникације или конверзације                               | 227      |
| 75  | Становништво са ограниченим слухом                                                               | 213      |
| 76  | Становништво са ограничењима при одевању, купању или јелу                                        | 164      |
| 77  | Становништво са ограничењима у опажању или учењу једноставних ствари                             | 125      |
| 78  | Становништво са менталним ограничењима                                                           | 307      |
| 79  | Становништво без ограничења активности                                                           | 45895    |
| 80  | Становништво од 3 до 5 година које не похађа школу                                               | 1563     |
| 81  | Мушко становништво од 3 до 5 година које не похађа школу                                         | 807      |
| 82  | Женско становништво од 3 до 5 година које не похађа школу                                        | 756      |
| 83  | Становништво од 6 до 11 година које не похађа школу                                              | 174      |
| 84  | Мушко становништво од 6 до 11 година које не похађа школу                                        | 99       |
| 85  | Женско становништво од 6 до 11 година које не похађа школу                                       | 75       |
| 86  | Становништво од 12 до 14 година које не похађа школу                                             | 337      |
| 87  | Мушко становништво од 12 до 14 година које не похађа школу                                       | 195      |
| 88  | Женско становништво од 12 до 14 година које не похађа школу                                      | 142      |
| 89  | Становништво од 15 до 17 година похађа школу                                                     | 1707     |
| 90  | Мушко становништво од 15 до 17 година похађа школу                                               | 807      |
| 91  | Женско становништво између 15 и 17 година живота у школи                                         | 900      |
| 92  | Становништво од 18 до 24 године похађа школу                                                     | 1268     |
| 93  | Мушко становништво од 18 до 24 године похађа школу                                               | 593      |
| 94  | Женско становништво од 18 до 24 године похађа школу                                              | 675      |
| 95  | Становништво од 8 до 14 година које не може да чита и пише                                       | 170      |
| 96  | Мушко становништво старосног доба од 8 до 14 година које не може да чита и пише                  | 109      |
| 97  | Женско становништво старосног доби од 8 до 14 година које не може да чита и пише                 | 61       |
| 98  | Становништво од 15 година и више које је неписмено                                               | 1914     |
| 99  | Мушко становништво од 15 година и више које је неписмено                                         | 833      |
| 100 | Женско становништво од 15 година и више које је неписмено                                        | 1081     |
| 101 | Становништво старо 15 и више година без школовања                                                | 2354     |
| 102 | Мушко становништво старо 15 и више година без школовања                                          | 1053     |
| 103 | Женско становништво старо 15 и више година без школовања                                         | 1301     |
| 104 | Становништво старосног доба 15 и више година са непотпуним основним образовањем                  | 5549     |
| 105 | Мушко становништво старосног доба од 15 година и више са непотпуном основним образовањем         | 2748     |
| 106 | Женско становништво старосног доба 15 и више година са непотпуном основним образовањем           | 2801     |
| 107 | Становништво старо 15 и више година са комплетним основним образовањем                           | 7901     |
| 108 | Мушко становништво старо 15 година и више са комплетним основним образовањем                     | 3819     |
| 109 | Женско становништво старо 15 и више година са комплетним основним образовањем                    | 4082     |
| 110 | Становништво старосног доба 15 и више година са непотпуним средњим образовањем                   | 2421     |
| 111 | Мушко становништво старосног доба од 15 година и више са непотпуним средњим образовањем          | 1352     |
| 112 | Женско становништво старосног доба од 15 година и више са непотпуним средњим образовањем         | 1069     |
| 113 | Становништво старо 15 и више година са пуним секундарном образовањем                             | 6487     |
| 114 | Мушко становништво старосног доба од 15 година и више са пуним секундарном образовањем           | 2955     |
| 115 | Женско становништво старосног доба од 15 година и више са пуним секундарном образовањем          | 3532     |
| 116 | Становништво старије од 18 година са постосновним образовањем                                    | 7812     |
| 117 | Мушко становништво старије од 18 година са постосновним образовањем                              | 3696     |
| 118 | Женско становништво старије од 18 година са постосновним образовањем                             | 4116     |
| 119 | Просечна оцена школовања                                                                         | 7.6      |
| 120 | Просечан ниво образовања мушке популације                                                        | 7.61     |
| 121 | Просечан ниво образовања женског становништва                                                    | 7.59     |
| 122 | Економски активно становништво                                                                   | 20731    |
| 123 | Економски активна мушка популација                                                               | 13725    |
| 124 | Економски активна женска популација                                                              | 7006     |
| 125 | Становништво које није економски активно                                                         | 15334    |
| 126 | Мушко становништво које није економски активно                                                   | 3583     |
| 127 | Женско становништво које није економски активно                                                  | 11751    |
| 128 | Запослено становништво                                                                           | 19821    |
| 129 | Запослено мушко становништво                                                                     | 12955    |
| 130 | Запослено женско становништво                                                                    | 6866     |
| 131 | Незапослена популација                                                                           | 910      |
| 132 | Незапослена мушка популација                                                                     | 770      |
| 133 | Незапослена женска популација                                                                    | 140      |
| 134 | Становништво без права на здравствене услуге                                                     | 17489    |
| 135 | Становништво које има право на здравствене услуге                                                | 31001    |
| 136 | Становништво које има право на ИМСС                                                              | 13317    |
| 137 | Становништво које има право на социјално осигурање                                               | 1027     |
| 138 | Становништво које има право на државно социјално осигурање                                       | 41       |
| 139 | Становништво које има право на опште осигурање или здравствено осигурање за нову генерацију      | 15735    |
| 140 | Становништво које је било једном или није било у браку током 12 година и више                    | 14478    |
| 141 | Венчано или уједињено становништво од 12 година и више                                           | 19167    |
| 142 | Становништво које је било у браку или уједињено 12 година и више                                 | 2569     |
| 143 | Становништво са католичком религијом                                                             | 47735    |
| 144 | Протестанти, еванђелисти и библијски следбеници различити од еванђелиста                         | 466      |
| 145 | Становништво са другим религијама различитим од претходних                                       | 43       |
| 146 | Становништво без религије                                                                        | 174      |
| 147 | Укупно пописаних домаћинства                                                                     | 11496    |
| 148 | Пописна домаћинства на челу са мушкарцима                                                        | 8894     |
| 149 | Пописна домаћинства на челу са женама                                                            | 2602     |
| 150 | Становништво у пописним домаћинствима                                                            | 48464    |
| 151 | Становништво у пописним домаћинствима на челу са мушкарцима                                      | 39046    |
| 152 | Становништво у пописним домаћинствима на челу са женама                                          | 9418     |
| 153 | Укупно домаћинстава                                                                              | 13980    |
| 154 | Укупно насељених домаћинстава                                                                    | 11530    |
| 155 | Укупно приватних кућа                                                                            | 13946    |
| 156 | Насељени приватни домови                                                                         | 11496    |
| 157 | Укупно насељених приватних кућа                                                                  | 11521    |
| 158 | Ненасељене приватне куће                                                                         | 1696     |
| 159 | Појединачна домаћинства за привремену употребу                                                   | 754      |
| 160 | Становници у насељеним приватним кућама                                                          | 48464    |
| 161 | Насељеност станара у приватним становима                                                         | 4.22     |
| 162 | Просечно становника по соби у приватним насељеним домаћинствима                                  | 1.03     |
| 163 | Појединачна домаћинства са подовима од различитих материјала од земље                            | 11318    |
| 164 | Појединачна домаћинства у приземљу                                                               | 90       |
| 165 | Појединачна домаћинства са једном спаваћом собом                                                 | 3103     |
| 166 | Појединачна домаћинства са две спаваће собе и више                                               | 8328     |
| 167 | Појединачна домаћинства са једним собом                                                          | 355      |
| 168 | Појединачна домаћинства са две собе                                                              | 1168     |
| 169 | Појединачна домаћинства са 3 собе и више                                                         | 9895     |
| 170 | Појединачна домаћинства која имају електрично светло                                             | 11409    |
| 171 | Појединачна домаћинства која немају електрично светло                                            | 32       |
| 172 | Појединачна домаћинства која имају водоводну воду у стамбеном простору                           | 10703    |
| 173 | Појединачна домаћинства која немају водоводну воду у стамбеном простору                          | 727      |
| 174 | Појединачна домаћинства која имају тоалет                                                        | 11369    |
| 175 | Појединачна домаћинства која имају канализацију                                                  | 11371    |
| 176 | Појединачна домаћинства која немају канализацију                                                 | 61       |
| 177 | Појединачна домаћинства која имају електрично светло, довод воде из јавне мреже и канализацију   | 10649    |
| 178 | Појединачна домаћинства без икаквих услова                                                       | 43       |
| 179 | Појединачна домаћинства која имају радио                                                         | 8532     |
| 180 | Појединачна домаћинства која имају телевизор                                                     | 11240    |
| 181 | Појединачна домаћинства која имају фрижидер                                                      | 10733    |
| 182 | Појединачна домаћинства која имају машину за веш                                                 | 10144    |
| 183 | Појединачна домаћинства која имају аутомобил или комби                                           | 6803     |
| 184 | Појединачна домаћинства која имају рачунар                                                       | 3425     |
| 185 | Појединачна домаћинства која имају фиксну телефонску линију                                      | 5772     |
| 186 | Појединачна домаћинства која имају мобилни телефон                                               | 8376     |
| 187 | Појединачна домаћинства која имају приступ интернету                                             | 2432     |
| 188 | Величина локације                                                                                | 9        |